# Hyleas Fountain
Hyleas Fountain (Columbus, 14 de janeiro de 1981) é uma heptatleta norte-americana.
Sua melhor conquista foi nos Jogos Olímpicos de Verão de 2008. Fountain terminou a prova no terceiro lugar, mas, com a desclassificação da segunda colocada, a ucraniana Lyudmila Blonska, Fountain herdou a medalha de prata.